# カレリア共和国

カレリア共和国
Karjalan tasavalta（フィンランド語）
Karjalan Tazavaldu（カレリア語）
Республика Карелия（ロシア語）

カレリア共和国（カレリアきょうわこく、カレリア語: Karjalan Tazavaldu、フィンランド語: Karjalan tasavalta、ロシア語: Республика Карелия）は、ロシア連邦、北西連邦管区に属する共和国の一つ。首都はペトロザヴォーツク。

## 地理
ロシア連邦の北西部に位置し、東は白海に面する。白海の海岸線は約630km。丘陵性の平原が広がり、西にいくにつれて高地となる。
面積は172,400km2。西側はフィンランドと国境を接する。ロシア連邦内では、北にコラ半島のムルマンスク州、南東にアルハンゲリスク州、南にヴォログダ州、レニングラード州と隣り合う。

### 河川・湖沼
約27,000の河川があり、主なものはヴォドラ川（400km）、ヴイグ川、ケミ川。湖の数は約60,000で、南西部のラドガ湖、南東部のオネガ湖は、面積でそれぞれヨーロッパ第1、第2の湖である。その他の湖にはヴイゴゼロ湖など。

### 資源
鉄鉱石、ダイヤモンド、バナジウム、モリブデン、金、銀、チタンなどを産する。

## 住民
人口は533,121人（2021年国勢調査）。人口密度は2.95人/km2。住民の86.4%がロシア人、5.5%がフィン・ウゴル系のカレリア人。ほかに、ベラルーシ人（2.0%）、ウクライナ人（1.2%）、フィンランド人（0.7%）など。

## 歴史
13世紀以降、一部はスウェーデンに支配されていたが、18世紀初めの大北方戦争、その後のニスタット和約（1721年）によってロシアに併合された。
1923年、カレリア自治ソビエト社会主義共和国が創設される。1939年の冬戦争においてソビエト連邦軍がフィンランドに侵攻したのち、占領地を組み込んで、1940年にカレロ＝フィン・ソビエト社会主義共和国とされる。1941年にフィンランド軍が一部を占領したが、1944年にフィンランドがソ連と休戦条約を結んで退却。1947年の講和条約で、フィンランドはソ連によるカレリア地方の領有を認めた。1956年、再び自治共和国に戻されカレリア自治ソビエト社会主義共和国となった。
1991年11月13日より、カレリア共和国。

## 政治
国家元首は首長で、クレムリより任命される。現在の首長はアルトゥル・パルフェンチコフ（2017年2月15日就任）。歴代の元首についてはカレリアの首長を参照のこと。
立法府は一院制の共和国議会（定員57）で、選挙が4年に一度行われる。

## 経済
林業、木材加工、製紙業、金属加工などが盛ん。

## 世界遺産・キジ島
オネガ湖のキジ島は木造教会建築で有名で、1990年世界遺産に登録された。

## 標準時
この地域は、モスクワ時間帯の標準時を使用している。時差はUTC+3時間で、夏時間はない。（2011年3月までは標準時がUTC+3、夏時間がUTC+4、同年3月から2014年10月までは通年UTC+4であった）